# Wereldbeker schaatsen 2008/2009 - Wereldbeker 6 - 1e 500 meter vrouwen
De negende van 13 wedstrijden voor de wereldbeker schaatsen 500 meter werd gehouden op 24 januari 2009 in Kolomna.

## Uitslag A-divisie
| rang   | schaatser            | tijd   | punten |
| ------ | -------------------- | ------ | ------ |
| Goud   | Jenny Wolf           | 37,51  | 100    |
| Zilver | Annette Gerritsen    | 38,02  | 80     |
| Brons  | Yu Jing              | 38,17  | 70     |
| 4      | Margot Boer          | 38,31  | 60     |
| 5      | Ren Hui              | 38,47  | 50     |
| 6      | Joelia Nemaja        | 38,49  | 45     |
| 7      | Sayuri Yoshii        | 38,50  | 40     |
| 8      | Shihomi Shinya       | 38,62  | 36     |
| 9      | Sayuri Osuga         | 38,72  | 36     |
| 10     | Monique Angermüller  | 38,76  | 28     |
| 11     | Jekaterina Malysjeva | 38,771 | 24     |
| 12     | Tomomi Okazaki       | 38,777 | 21     |
| 13     | Thijsje Oenema       | 38,81  | 18     |
| 14     | Jin Peiyu            | 38,83  | 16     |
| 15     | Yukari Watanabe      | 38,90  | 14     |
| 16     | Xing Aihua           | 38,95  | 12     |
| 17     | Svetlana Kajkan      | 39,05  | 10     |
| 18     | Anzjelika Kotjoega   | 39,19  | 8      |
| 19     | Elli Ochowicz        | 39,31  | 6      |
| 20     | Jekaterina Lobysjeva | 39,35  | 5      |

## Loting
| rit | binnenbaan           | buitenbaan           |
| --- | -------------------- | -------------------- |
| 1   | Svetlana Kajkan      | Shihomi Shinya       |
| 2   | Jekaterina Lobysjeva | Anzjelika Kotjoega   |
| 3   | Yukari Watanabe      | Thijsje Oenema       |
| 4   | Monique Angermüller  | Elli Ochowicz        |
| 5   | Ren Hui              | Jin Peiyu            |
| 6   | Yu Jing              | Joelia Nemaja        |
| 7   | Sayuri Osuga         | Jekaterina Malysjeva |
| 8   | Tomomi Okazaki       | Xing Aihua           |
| 9   | Margot Boer          | Sayuri Yoshii        |
| 10  | Jenny Wolf           | Annette Gerritsen    |

## Top 10 B-divisie
| rang | schaatser              | tijd   | punten |
| ---- | ---------------------- | ------ | ------ |
| 1    | Mayon Kuipers          | 38,95  | 25     |
| 2    | Heike Hartmann         | 39,03  | 19     |
| 3    | Judith Hesse           | 39,28  | 15     |
| 4    | Heather Richardson     | 39,29  | 11     |
| 5    | Paulina Wallin         | 39,562 | 8      |
| 6    | Jennifer Rodriguez     | 39,563 | 6      |
| 7    | Gabriele Hirschbichler | 39,57  | 4      |
| 8    | Chiara Simionato       | 39,60  | 2      |
| 9    | Svetlana Radkevitsj    | 39,64  | 1      |
| 10   | Danielle Wotherspoon   | 39,67  | 0      |